# Pyrausta latefascialis
Pyrausta latefascialis là một loài bướm đêm trong họ Crambidae.